# Xenomorph

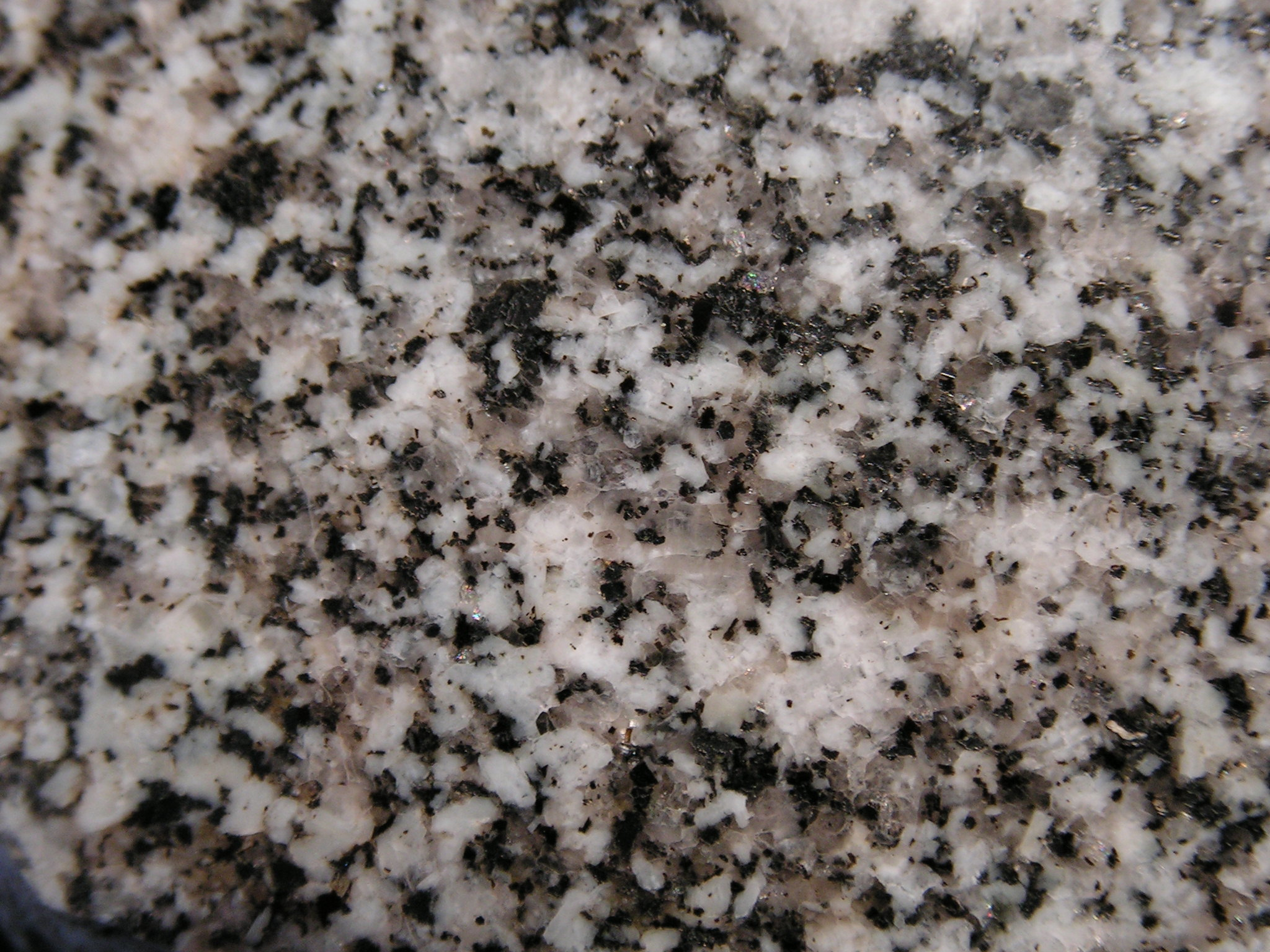
Xenomorpher Quarz (grau) in einem Gestein neben Feldspat (weiß) und mafischen Mineralen (schwarz).

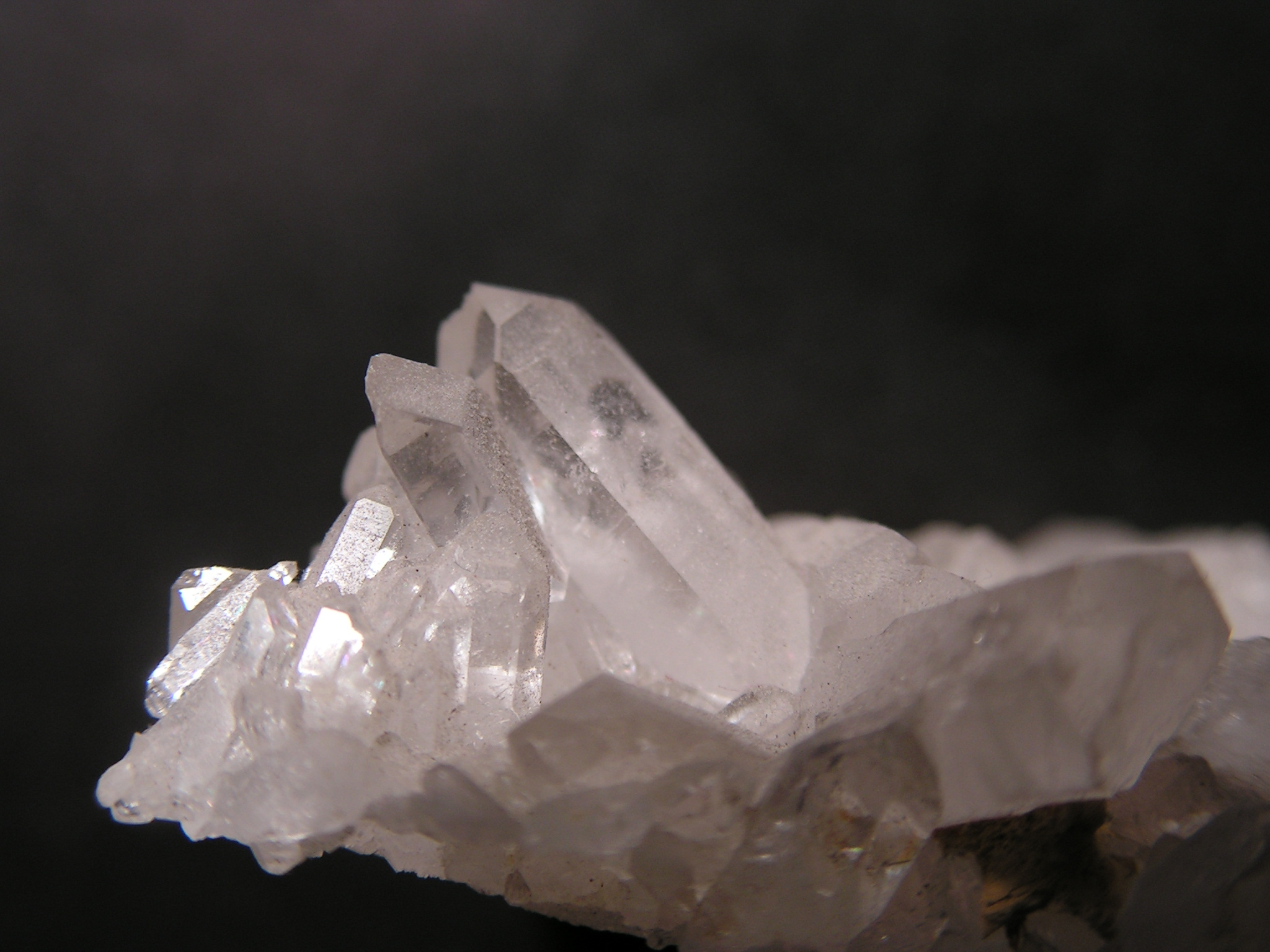
Im Gegensatz dazu idiomorphe Quarzkristalle.

Xenomorph (auch allotriomorph) ist ein Begriff aus der Mineralogie und bezeichnet Minerale, die nicht in ihrer kristallographisch bedingten Eigengestalt vorliegen, die also nicht über ausgeprägte Kristallflächen und die für das jeweilige Mineral typische Geometrie verfügen (siehe auch Kristallmorphologie).
Xenomorphe Minerale entstehen, wenn diese im Wachstum räumlich eingeengt werden. Dies ist beispielsweise bei mehr oder weniger gleichzeitigem Wachstum verschiedener Minerale während der Erstarrung einer Gesteinsschmelze (Magma) der Fall, wo sich die einzelnen Minerale gegenseitig in ihrem Wachstum behindern. Dadurch können sie ihre Eigengestalt nicht entwickeln und werden als xenomorph bezeichnet.
Kristalle, die ihre volle Eigengestalt entwickelt haben, werden als idiomorph bezeichnet und diejenigen, die sie nur teilweise entwickeln konnten, als hypidiomorph. Pseudomorphosen sind dagegen Minerale, die die äußere Form einer anderen Mineralart angenommen haben.

## Etymologie
Der Begriff xenomorph setzt sich zusammen aus altgriechisch ξένος [xénos] für „Fremder“ oder „fremd“ und μορφή [morphé] für „Gestalt“ oder „Form“. Der synonyme Begriff allotriomorph leitet sich aus der altgriechischen Vorsilbe ἄλλοτριος [allótrios] für „fremd(artig)“ ab.